# Pyrozja

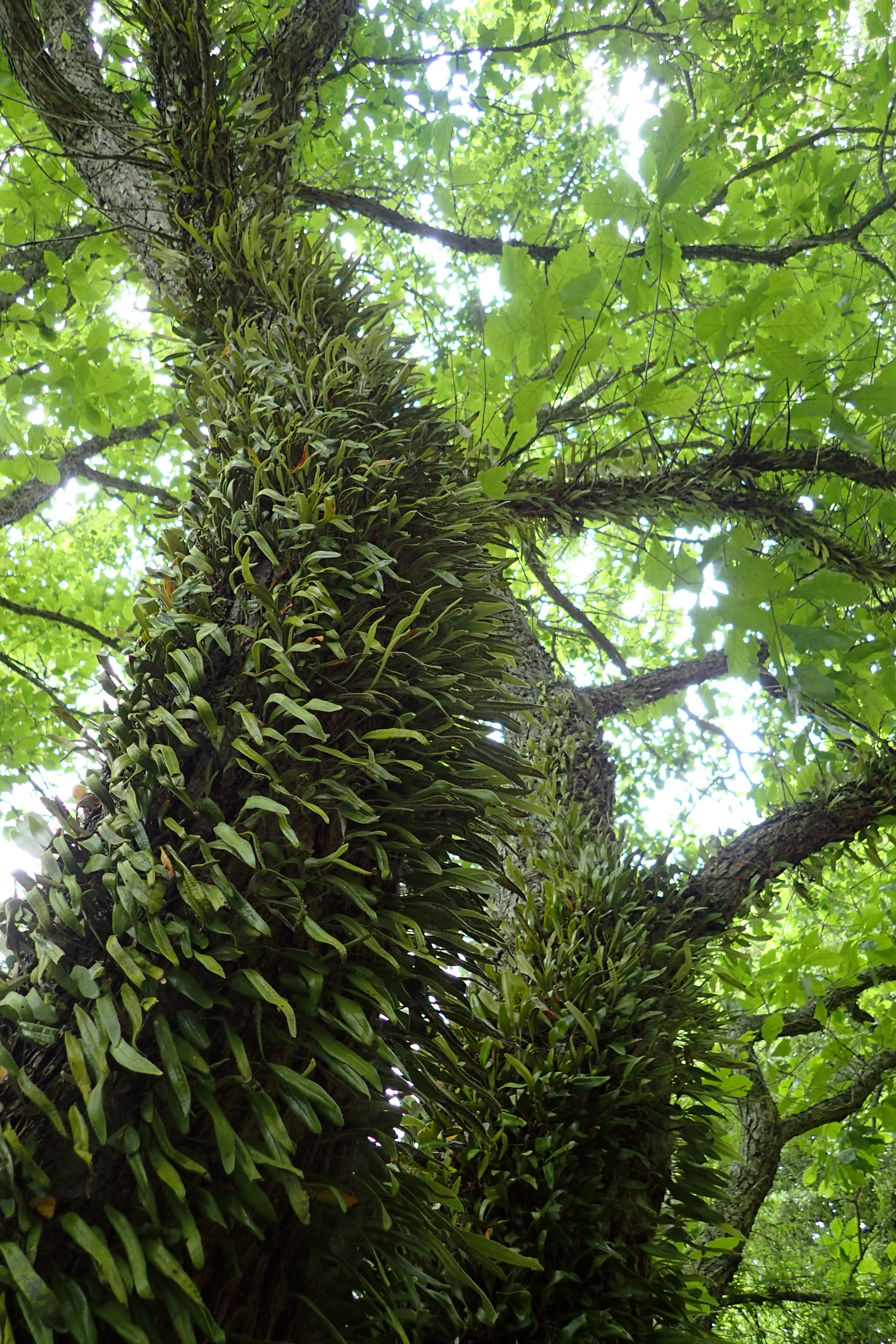
Pyrrosia eleagnifolia porastająca pień drzewa

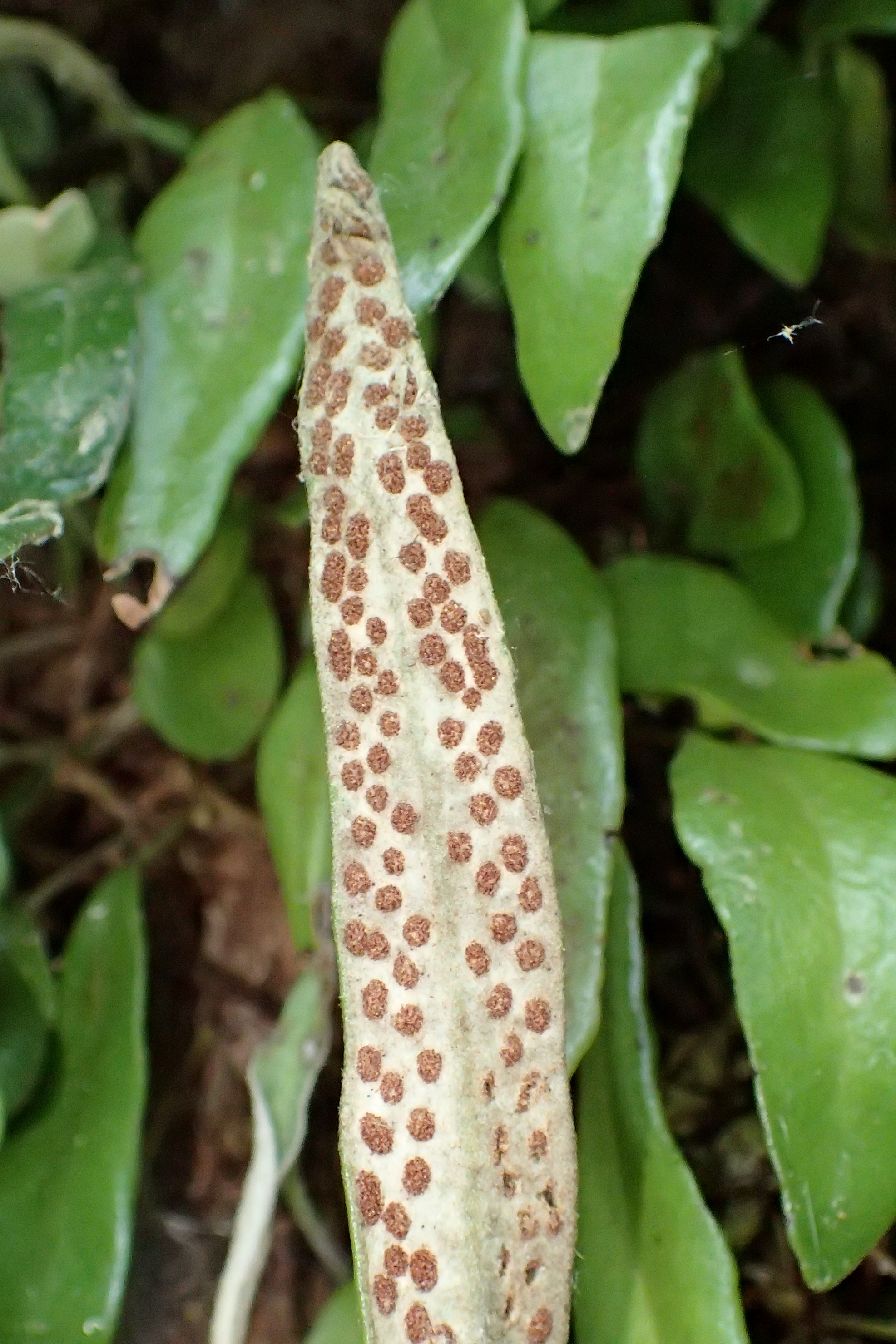
Kupki zarodni Pyrrosia eleagnifolia

Pyrozja (Pyrrosia) – rodzaj roślin należący do rodziny paprotkowatych. Zalicza się do niego ok. 60 gatunków występujących głównie w Azji Południowo-Wschodniej. Na północy zasięg rodzaju obejmuje środkowe Chiny i Japonię. Na wschodzie zasięg sięga po wyspę Henderson na Pacyfiku i Nową Zelandię (jeden gatunek). Na zachodzie – w Afryce i na Madagaskarze rośnie 5 gatunków. Niektóre gatunki (zwłaszcza P. lingua i P. shrareri) stosowane są w ludowej medycynie azjatyckiej jako lecznicze (przy chorobach układu oddechowego i moczowego). Liczne gatunki uprawiane są ze względu na oryginalny pokrój. 

## Morfologia
PokrójNiewielkie lub średnich rozmiarów paprocie epifityczne i epilityczne. Kłącze rozmaicie wykształcone – bardzo długie lub krótkie, grube lub cienkie, pokryte łuskami. Wzdłuż kłącza wyrastają gęsto lub w luźnych odstępach pojedyncze liście.
LiścieJednakowe na całej roślinie (niezróżnicowane) lub dimorficzne – ze zmodyfikowanymi liśćmi płodnymi. Zwykle liście pojedyncze, niepodzielone, rzadko klapowane (oszczepowate), podzielone dłoniasto lub stopowato. Ogonek liściowy sztywny, osiągający często ponad połowę długości blaszki liściowej. Blaszka ma kształt najczęściej eliptyczny lub zaokrąglony, często jest mięsista, pokryta jest gwieździstymi włoskami. Centralna wiązka przewodząca jest bardzo wyraźna, boczne są słabo widoczne. U niektórych gatunków na górnej powierzchni liści występują hydatody.
ZarodnieSiedzące lub na szypułkach zebrane są w kupki pozbawione zawijki, tworzące pojedynczy rząd lub kilka rzędów po obu stronach wiązki centralnej liścia. Kupki są okrągłe, ale u niektórych gatunków skupiają się w podługowate lub równowąskie pasma. Zarodniki są eliptyczne, z rozmaicie rzeźbioną powierzchnią.

## Systematyka
Rodzaj Pyrrosia należy do podrodziny Platycerioideae w obrębie rodziny paprotkowatych (Polypodiaceae). Stanowi w obrębie podrodziny grupę siostrzaną dla rodzaju płaskla Platycerium.
Wykaz gatunków (tylko nazwy zaakceptowane według The Plant List)
- Pyrrosia abbreviata  (Zoll. & Moritzi) Hovenkamp
- Pyrrosia adnascens  (Sw.) Ching
- Pyrrosia africana  Ballard
- Pyrrosia angustata  (Sw.) Ching
- Pyrrosia angustissima  (Giesenh. ex Diels) Tagawa & K. Iwats.
- Pyrrosia assimilis  (Baker) Ching
- Pyrrosia asterosora  (Baker) Hovenkamp
- Pyrrosia blepharolepis  (C. Chr.) Ching
- Pyrrosia bonii  (Christ ex Giesenh.) Ching
- Pyrrosia boothii  (Hook.) Ching
- Pyrrosia borneensis  (Copel.) K.H. Shing
- Pyrrosia brassii  (Copel.) Pic. Serm.
- Pyrrosia calvata  (Baker) Ching
- Pyrrosia caudifrons  Ching, Boufford & K.H. Shing
- Pyrrosia christii  (Giesenh.) Ching
- Pyrrosia confluens  (R. Br.) Ching – pyrozja złączona
- Pyrrosia costata  Tagawa & K. Iwats.
- Pyrrosia dispar  (Christ) K.H. Shing
- Pyrrosia distichocarpa  (Mett.) K.H. Shing
- Pyrrosia drakeana  (Franch.) Ching
- Pyrrosia eberhardtii  (Christ) Ching
- Pyrrosia eleagnifolia  (Bory) Hovenkamp
- Pyrrosia fengiana  Ching
- Pyrrosia flocculosa  (D. Don) Ching
- Pyrrosia foveolata  (Alston) C.V. Morton
- Pyrrosia fuohaiensis  Ching & K.H. Shing
- Pyrrosia gardneri  (Mett.) Sledge
- Pyrrosia gralla  (Giesenh.) Ching
- Pyrrosia hastata  (Thunb.) Ching
- Pyrrosia heterophylla  (L.) M.G. Price
- Pyrrosia intermedia  (Goy) K.H. Shing
- Pyrrosia laevis  (J. Sm. ex Bedd.) Ching
- Pyrrosia lanceolata  (L.) Farw.
- Pyrrosia liebuschii  (Hieron.) Schelpe
- Pyrrosia linearifolia  (Hook.) Ching
- Pyrrosia lingua  (Thunb.) Farw. – pyrozja językowata
- Pyrrosia longifolia  (Burm. f.) C.V. Morton
- Pyrrosia macrocarpa  (Copel.) K.H. Shing
- Pyrrosia madagascariensis  (C. Chr.) Schelpe
- Pyrrosia mannii  (Giesenh.) Ching
- Pyrrosia martini  (Christ) Ching
- Pyrrosia matsudai  (Hayata) Tagawa
- Pyrrosia mechowii  Alston
- Pyrrosia micraster  (Copel.) Tagawa
- Pyrrosia mollis  (Kunze) Ching
- Pyrrosia novo-guineae  (Christ) M.G. Price
- Pyrrosia nuda  (Giesenh.) Ching
- Pyrrosia nummulariifolia  (Sw.) Ching
- Pyrrosia oblanceolata  (C. Chr.) Tardieu
- Pyrrosia obovata  (Blume) Ching
- Pyrrosia pannosa  (Mett. ex Kuhn) Ching
- Pyrrosia pekinensis  (C. Chr.) Ching
- Pyrrosia petiolosa  (Christ) Ching
- Pyrrosia piloselloides  (L.) M.G. Price
- Pyrrosia polydactyla  (Hance) Ching
- Pyrrosia porosa  (C. Presl) Hovenkamp
- Pyrrosia princeps  (Mett.) C.V. Morton
- Pyrrosia pseudodrakeana  K.H. Shing
- Pyrrosia rasamalae  (Racib.) K.H. Shing
- Pyrrosia rhodesiana  (C. Chr.) Schelpe
- Pyrrosia samarensis  (C. Presl) Ching
- Pyrrosia scolopendrina  Ching
- Pyrrosia sheareri  (Baker) Ching
- Pyrrosia shennongensis  K.H. Shing
- Pyrrosia similis  Ching
- Pyrrosia sphaerosticha  (Mett.) Ching
- Pyrrosia stictica  (Kunze) Holttum
- Pyrrosia stigmosa  (Sw.) Ching
- Pyrrosia stolzii  (Hieron.) Schelpe
- Pyrrosia subfissa  (Hayata) Ching
- Pyrrosia subfurfuracea  (Hook.) Ching
- Pyrrosia transmorrisonensi  s (Hayata) Ching
- Pyrrosia tricholepis  (Carr. ex Seemann) Ching